# Malavan Anzali
Malavan (perz. ملوان انزلى) je iranski nogometni klub iz Bandar-e Anzalija. 
Osnovan je 1969. godine, a glavno igralište mu je Stadion Tahti koji prima 20.000 gledatelja.
Od 2001. sudjeluje u iranskoj prvoj nogometnoj ligi, a najveći uspjeh mu je 7. mjesto ostvareno u sezoni 2004./05.
Trener Malavana je bio Muhamed Ahmadzade koji je 2012. godine preuzeo vodstvo kluba po treći put.

## Vanjske poveznice
- (perz.) Službene klupske stranice  Arhivirana inačica izvorne stranice od 7. prosinca 2012. (Wayback Machine)
- (engl.) Perzijska nogometna liga
- (engl.) Statistike iranske profesionalne lige